# 海東市
海東市（かいとうし）は中華人民共和国青海省東部にある地級市。北は海北チベット族自治州に達し、西北は西寧市と海南チベット族自治州に接し、西南は黄南チベット族自治州、東南は甘粛省の甘南チベット族自治州と臨夏回族自治州に接している。東は甘粛省の蘭州市、北東は甘粛省の武威市に隣接している。地名の「海」は青海湖（ツォ・ゴンポまたはツォ・ティショル・ギャルモの「ツォ（海）」）のことである。
この地域は祁連山脈の東部に位置し、黄土高原とチベット高原の移行帯にあたる。北部には達坂山、西北部には日月山、中部には拉脊山が広がり、市内には山々が連なり、谷が縦横に走っている。黄河が南部を横断し、湟水が中部を貫き、大通河が北部を流れている。市全体の面積は12,982平方キロメートルで、総人口は135.5万人である。海東市の人民政府は楽都区に所在する。

## 行政区画
2市轄区・4自治県を管轄する。
- 市轄区：
  - 楽都区・平安区
- 自治県：
  - 民和回族トゥ族自治県・互助トゥ族自治県・化隆回族自治県・循化サラール族自治県

| 海東市の地図                                                                                     |
| ------------------------------------------------------------------------------------------------ |
| 楽都区 平安区 民和回族 · トゥ族自治県 互助トゥ族 · 自治県 化隆回族自治県 循化サラール族 · 自治県 |

### 年表
この節の出典

#### 海東地区
- 1978年10月19日 - 青海省湟中県・湟源県・民和県・楽都県・互助トゥ族自治県・化隆回族自治県・循化サラール族自治県を編入。海東地区が成立。(5県3自治県)
  - 湟中県の一部が分立し、平安県が発足。
- 1985年11月6日 - 民和県が自治県に移行し、民和回族トゥ族自治県となる。(4県4自治県)
- 1999年12月5日 - 湟中県・湟源県が西寧市に編入。(2県4自治県)
- 2013年2月8日 - 海東地区が地級市の海東市に昇格。

#### 海東市
- 2013年2月8日 - 海東地区が地級市の海東市に昇格。(1区1県4自治県)
  - 楽都県が区制施行し、楽都区となる。
- 2015年2月16日 - 平安県が区制施行し、平安区となる。(2区4自治県)